# Saint-Ouen-le-Pin

Saint-Ouen-le-Pin este o comună în departamentul Calvados, Franța. În 1 ianuarie 2022 avea o populație de 256 de locuitori.